# Penisa albilineata
Penisa albilineata là một loài bướm đêm trong họ Noctuidae.